# Ångermanälven
Ångermanälven je řeka ve Švédsku (kraje Västerbotten, Västernorrland) s prameny v Norsku (Nordland). Je 450 km dlouhá. Povodí má rozlohu 32 000 km².

## Průběh toku
Pramení pod jménem Ranserelva v jezerní krajině pohoří Børgefjellet. V jezeře Bijeransaren překračuje norsko-švédskou státní hranici a pod jménem Ransarån pokračuje na východ a severovýchod do jezera Ransarn. Z něj teče na jih přes jezero Gajka do jezera Kultsjön a dále přes jezera Bielite a Voulite podél silnice č. 8 na východ do jezera Malgomaj. Z něj již vytéká pod jménem Ångermanälven a pokračuje přes jezero Volgsjön na jih. Teče převážně v hluboké zalesněné dolině. Protéká řadou jezer a překonává mnohé peřeje a vodopády. Ústí do Botnického zálivu, který je součástí Baltského moře.

## Vodní stav
Zdroj vody je sněhový a dešťový. Nejvyšších vodních stavů dosahuje od května do července. Průměrný průtok vody v ústí činí přibližně 490 m³/s, maximální přibližně 3000 m³/s. Zamrzá na 6 až 7 měsíců.

## Využití
Využívá se k plavení dřeva. Na řece a jejich přítocích bylo vybudováno několik vodních elektráren. Nedaleko ústí leží město Kramfors, v němž jsou dřevařské a papírenské závody.